# 松井貫一
松井 貫一（まつい かんいち、1891年（明治24年）4月13日 - 1986年（昭和61年）5月2日）は、大日本帝国陸軍軍人。最終階級は陸軍少将。功四級。

## 経歴
1892年（明治24年）に東京府で生まれた。陸軍士官学校第23期、陸軍大学校第35期卒業。1936年（昭和11年）8月1日に陸軍歩兵大佐進級と同時に第1師団司令部附となり、東京農業大学に配属された。1938年（昭和13年）3月1日に歩兵第103連隊長に就任した。
1939年（昭和14年）5月19日に陸軍少将に進級し、第22歩兵団長（第13軍・第22師団）に着任して日中戦争に出動。杭州周辺を根拠地とし、第3戦区軍を相手に浙東、皖浙作戦などに参加した。1941年（昭和16年）10月に独立混成第10旅団長（第23軍）に転じ、汕頭周辺の守備に任じた。1943年（昭和18年）3月1日に東部軍司令部附となり、4月15日に予備役に編入された。
1947年（昭和22年）11月28日、公職追放仮指定を受けた。